# Тапскотт, Дон
До́н Тапско́тт (англ. Don Tapscott) (род. 1 июня 1947, Торонто, Онтарио) — канадский учёный, преподаватель, независимый консультант, государственный советник, доктор юридических наук, профессор менеджмента Университета Торонто. Бакалавр по психологии и статистике и магистр педагогических наук Университет Альберты, Канада. Тапскотт является почетным доктором юридических наук трёх канадских университетов: Альбертский университет
(2001), Трентский университет (2006), Университет Макмастера (2010). Он один из известных мировых авторитетов в области бизнес-стратегий, возглавляет основанный им в 1993 г. Международный научно-исследовательский центр New Paradigm (теперь nGenera Insight), председатель американского «Союза конвергенции технологий». В знаменитой книге (совместно с Энтони Уильямсом) «Викиномика: Как массовое сотрудничество изменяет всё» (Wikinomics: How Mass Collaboration Changes Everything) он описывает как некоторые компании в XXI веке используют для достижения коммерческого успеха в бизнес-технологиях принципы массового сотрудничества, взаимодействия равных и идеологию открытого кода. В 2008 г. вышла книга Дона Тапскотта о «Net Generation», в которой утверждается, что в США появилось сетевое поколение. Тапскотт потратил 4,5 млн долларов собственных денег на исследование их мира и разработал проект глобальной образовательной реформы. Он автор или соавтор 14 книг.
«Клиентами Дон Тапскотта являются топ-менеджеры многих крупнейших в мире корпораций и государственных деятелей из многих стран»

## Произведения
- Электронно-цифровое общество: Плюсы и минусы эпохи сетевого интеллекта (1999)
- GROWN UP DIGITAL: How the Net Generation is Changing the World (2008)
- (совместно с Энтони Уильямс) Викиномика. Как массовое сотрудничество изменяет всё (2009)
- (and Anthony Williams) Macrowikinomics: Reboting business and the world (2010)